# Gerhard Hanappi
Gerhard Hanappi (16 de febrero de 1929 - 23 de agosto de 1980) fue un futbolista austriaco.
Hanappi jugó en 93 oportunidades por la selección de Austria, obteniendo el tercer lugar en la Copa del Mundo de 1954 en Suiza. A nivel de clubes vistió la camiseta del Admira Wacker de Viena entre 1947 y 1950 y luego por el Rapid Viena desde 1950 hasta 1965, ganando la liga austriaca en 7 oportunidades.
Luego de finalizar su carrera como futbolista, Hanappi trabajó como arquitecto. Planeó la construcción del Weststadion en Viena, el cual fue renombrado como Estadio Gerhard Hanappi luego de su muerte.

## Clubes
| Club               | País    | Año       |
| ------------------ | ------- | --------- |
| Admira Wacker Wien | Austria | 1947-1950 |
| Rapid Viena        | Austria | 1950-1965 |

- Datos: Q78550
- Multimedia: Gerhard Hanappi / Q78550